# Kusawa Lake
Kusawa Lake är en sjö i Kanada.   Den ligger i territoriet Yukon, i den västra delen av landet, 4 200 km väster om huvudstaden Ottawa. Kusawa Lake ligger 671 meter över havet. Arean är 0,14 kvadratkilometer. Den sträcker sig 1,2 kilometer i nord-sydlig riktning, och 0,5 kilometer i öst-västlig riktning.